# Vícekriteriální testování v internetovém marketingu
Vícekriteriální testování testování neboli testování s více proměnnými je marketingová technika pro testování hypotéz, při které se uvažuje změna několika proměnných současně. Během testování se aplikují statistické hypotézy. Cílem tohoto testování je zjistit, která z možných kombinací proměnných poskytuje optimální výstup.

## Využití v internetovém marketingu
Vícekriteriální testování je v internetovém marketingu považováno za proces, kde může být reálně testována více než jedna část webové stránky. Tento proces můžeme chápat jako posloupnost několika A/B testování provedených za sebou na jedné webové stránce. A/B testováním je většinou zjišťován vhodnější obsah mezi dvěma webovými stránkami. Ve víceparametrovém testování je jediným limitem počtu kombinací a proměnných množství času k získání statisticky reprezentativního vzorku testujících osob a výpočetního výkonu.
Testování s více proměnnými zaznamenává v současné době vysoký růst právě v oblasti internetového marketingu, protože pomáhá majitelům optimalizovat obsah webových stránek tak, aby dokázal zaujmout největší možný počet zákazníku, kteří stránku navštíví.
Optimalizace stránek pro vyhledávače a reklamy s platbou za proklik přivádí návštěvníky na web a jsou široce využívány mnoha společnostmi. Vícekriteriální testování umožňuje internetovým podnikatelům zajistit, aby se návštěvníci přeměnili na zákazníky - zaregistrovali se, koupili si zboží nebo provedli jinou požadovanou akci.
Testy s více proměnnými se obvykle používají pro zjištění, který obsah nebo grafická varianta poskytuje nejlepší výsledek z předem definovaných cílů webové stránky. Může se jednat například o počet nově registrovaných uživatelů nebo úspěšně dokončených objednávek (tedy míra konverze).
Dramatický nárůst lze zaznamenat testování rozdílných textů, rozložení stránky, dokonce i obrázků a barev na pozadí. Avšak ne všechny změny mají stejný vliv na zvýšení konverze a při pohledu na výsledky z různých testů je možné identifikovat změny, které vytváří vylepšení konverzního poměru.

## Praktický příklad využití víceparametrového testování

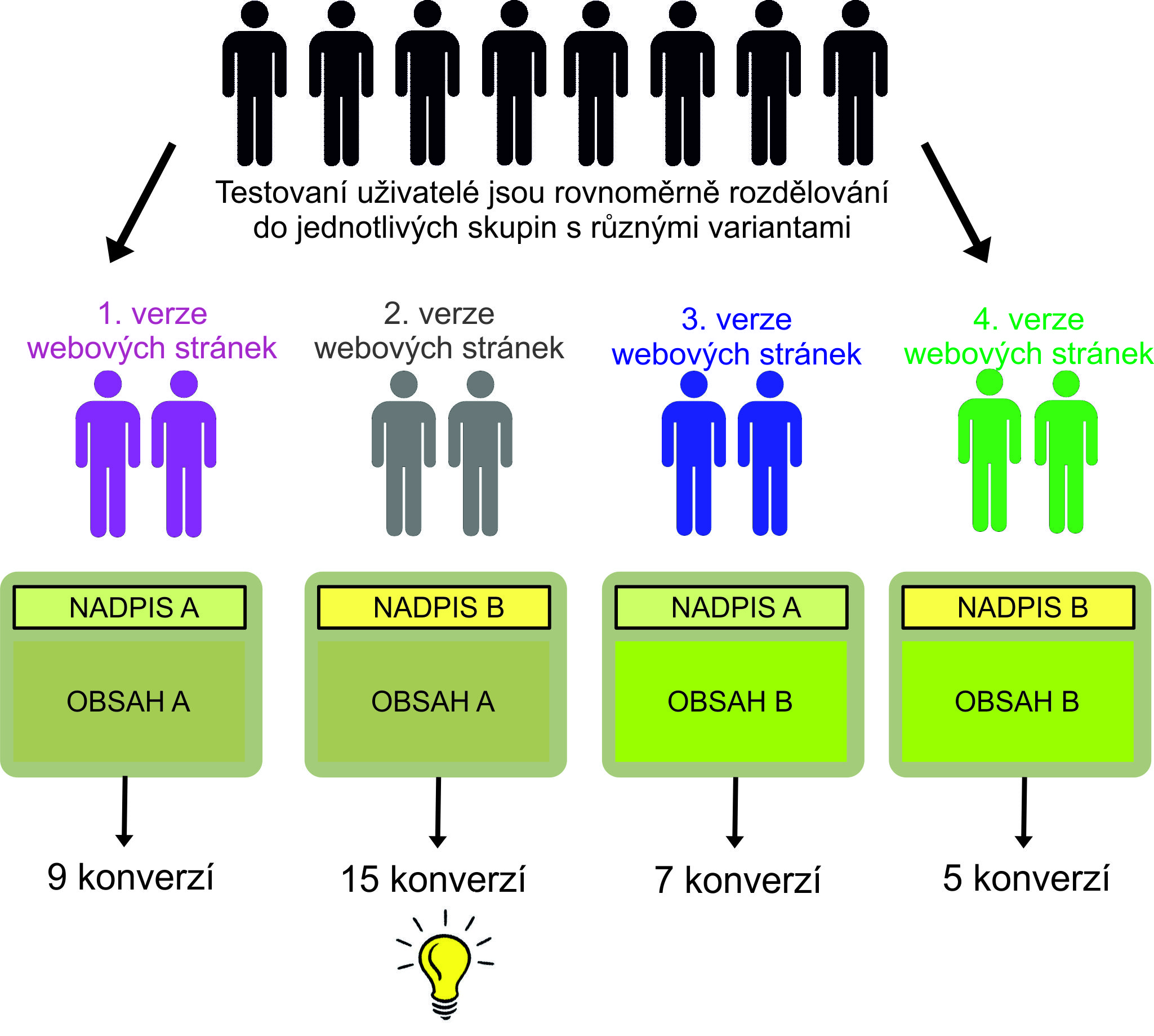
Obrázek 1. Rozdělení návštěvníků a následné vyhodnocení výsledků technikou víceparametrového testování

Pro zjednodušení předpokládejme, že máme webovou stránku, která se skládá pouze z nadpisu, obrázku a nabídky. Máme dvě proměnné pro každý prvek: 2 nadpisy, 2 obrázky a 2 nabídky. Chceme otestovat vliv jednotlivých proměnných na konverzní poměr. Ze tří zmíněných prvků je možné vytvořit 8 potenciálních kombinací. To znamená, že návštěvníci webových stránek budou rozděleni mezi 8 variací webových stránek. Software bude sledovat a hlásit, ke kolika konverzím došlo na jednotlivých stránkách. Taková kombinace, která zaznamená nejvíce konverzí, lze předpoklad za optimální.

## Další využití v internetovém marketingu
Kromě testování efektivnosti jednotlivých obsahových a grafických variant se vícekriteriální testování používá k testování různých nabídkových kombinací. Příkladem může být testování cenových hladin, slev, prémií, zkušebních lhůt a jiných nákupních variant. Tyto varianty mohou být testovány jak jednotlivě, tak ve vzájemných kombinacích. Výhodou je, že on-line podnikatelé mohou toto testování využít k rychlé předpovědi účinnosti nabídek.
Vícekriteriální testování může být také aplikována při testování obsahu e-mailů a mobilních webových stránek.
Oproti klasickým vícekriteriálním marketingovým průzkumům cílových skupin, telefonních průzkumů aj. internetová marketingová vícekriteriální optimalizací může být prováděno 24 hodin denně 7 dní v týdnu a přitom podstatně šetří investované peníze a čas.

## Klady a zápory[4]
Výhody používání víceparametrového testování:
- Lepší pochopení významnosti jednotlivých prvků na výslednou konverzi
- Více získaných dat, které umožňují kvalitnější statistická zpracování
- Vyžaduje větší rozsah návštěvnosti k získání statistické významnosti
- Omezení rozsahu webu z hlediska změn v designu a rozvržení stránek

Nevýhody používání víceparametrového testování:
- Vyžaduje velké množství variabilních kombinací, aby mohl být upřednostněn před A/B testováním
- Vyžaduje větší množství návštěvníků než A/B testování
- Omezení zkušebního nastavení může omezovat marketingovou kreativitu

## Přístupy k testování
Testování může být prováděno na dynamicky generovaných webových stránkách nastavených pro zobrazování různých variant obsahů. Rozdílné webové stránky se zobrazují přímo úměrně k počtu příchozích návštěvníků. Následně je potřeba zpracovat statistiky zaznamenávající chování zákazníku na základě zobrazovaného obsahu. Stručně řečeno vícekriteriální testování umožňuje návštěvníkům hlasovat jejich prokliky pro obsah, kterému dávají přednost.
Existují dva základní přístupy, které se využívají při testování s více proměnnými.
Prvním způsob je tagování stránky, při kterém je vložen do jednotlivých webových stránek JavaScriptový kód, který posléze monitoruje návštěvníkovo chování. Toto tagování sleduje, na co se návštěvník stránky dívá na webových stránkách a jak dlouho návštěvník na stránkách zůstává. Toto tagování je spíše realizováno technickým oddělením. Marketingové oddělení navrhuje kritéria testování a vyhodnocuje výsledky.
Druhý přístup nevyžaduje tagování stránek, ale zavádí se na DNS proxy server, hosting nebo vlastní datové centrum. Při této metodě je možné zachytit a zpracovat veškeré operace na webových stránkách. Server nabízí jednotlivé varianty a monitoruje návštěvníkovu odezvu. Veškeré logické operace jsou zpracovávány na serveru a ne ve webovém prohlížeči jako je tomu u první varianty. Po nastavení DNS serveru již nejsou nutné žádné další technické úpravy na webových stránkách.